# مسابقه آواز یوروویژن ۱۹۷۸
مسابقه آواز یوروویژن ۱۹۷۸ ۲۳مین دوره از مسابقات آواز یوروویژن بود که در Palais des Congrès، پاریس، فرانسه برگزار شد. برنده آن کشور اسرائیل بود.